# Danionella cerebrum
Danionella cerebrum là một loài cá nước ngọt thuộc chi Danionella trong họ Cá chép. Loài này được mô tả lần đầu tiên vào năm 2021.
D. cerebrum có kiểu hình rất khó phân biệt với loài Danionella translucida, cho nên loài Danionella được nghiên cứu rộng rãi nhất trước đây không phải D. translucida mà chính là D. cerebrum.

## Từ nguyên
Danh từ định danh cerebrum trong tiếng Latinh có nghĩa là "não", hàm ý đề cập đến việc loài cá này có bộ não nhỏ nhất trong số các loài động vật có xương sống.

## Phân bố và môi trường sống
D. cerebrum lần đầu tiên được biết đến trong những dòng suối ở sườn phía nam và phía đông của dãy Pegu (nằm giữa sông Ayeyarwaddy và sông Sittaung), thuộc vùng Yangon và vùng Bago. Tất cả các vùng nước nơi tìm thấy D. cerebrum đều là những dòng nước đục, với dòng chảy nhìn thấy được, nhiệt độ bề mặt khoảng 30 °C và độ pH 7,4–7,5.

## Mô tả
Chiều dài chuẩn lớn nhất được ghi nhận ở D. cerebrum là gần 13 cm. Số lượng tia vây hậu môn có sự chênh lệch giữa hai loài D. cerebrum và D. translucida, với 15–18 tia ở D. cerebrum và 12–14 tia (hiếm khi là 15) ở D. translucida. Tuy nhiên, cả hai có sự khác biệt rõ rệt trong giải phẫu bên trong.
Số tia vây lưng: 8–9; Số tia vây hậu môn: 15–18; Số tia vây ngực: 6; Số tia vây bụng: 5.

## Phân loại học
Tuy giống với D. translucida, nhưng kết quả phân tích phát sinh chủng loại học cho thấy, D. cerebrum là loài chị em gần nhất với Danionella mirifica.

## Sinh học
Giống như các loài Danionella khác, D. cerebrum thể hiện sự dị hình giới tính thông qua cơ chế tạo ra âm thanh. Tuy có kích thước nhỏ bé, D. cerebrum lại có thể tạo ra âm thanh với biên độ cao vượt quá 140 dB. Ở người, 140 dB là ngưỡng gây chói tai, nghĩa là âm thanh này lớn hơn cả tiếng còi xe cứu hỏa hoặc phi cơ cất cánh (130 dB).
D. cerebrum sử dụng cơ chế tạo âm thanh đặc biệt bao gồm sụn, xương sườn và một loại cơ có cấu tạo đặc biệt chuyên dụng thích nghi với mức độ mỏi thấp. Bộ máy này thúc đẩy phần sụn tác động lên bong bóng cá để tạo ra xung nhanh và lớn. D. cerebrum sử dụng cơ chế này để giao tiếp với đồng loại.

## Sử dụng
D. cerebrum được sử dụng làm vật mẫu trong ngành khoa học thần kinh vì độ trong suốt của chúng cho phép sử dụng các kỹ thuật hình ảnh và quang học để ghi lại và điều khiển hoạt động của bộ não, thay thế cho cá bột loài Danio rerio do chúng thiếu các hành vi của cá trưởng thành. Trên thực tế, các phân tích phát sinh chủng loại đã chỉ ra rằng Danionella tạo thành một nhóm chị em với chi Danio và tách ra từ một tổ tiên chung khoảng 36 triệu năm trước.
Mặc dù có bộ não trưởng thành nhỏ nhất trong số các loài có xương sống (thể tích não chỉ 0,6 m3), D. cerebrum thể hiện một tập hợp phong phú các hành vi phức tạp, bao gồm tán tỉnh, hợp thành đàn và giao tiếp bằng âm thanh.